# Liste des maires de Lubumbashi
Liste des bourgmestres de Lubumbashi.
| période                  | premier bourgmestre    | |
| ------------------------ | ---------------------- | --- |
| 1960-?                   | Boniface Mwepu         | De 1962 à 1965 Mr Grégoire Shamba qui fut le premier autochtones à être le premier bourgmestre de la ville de lubumbashi. |
| 1978 Guerre de six jours | Nzita Puati Di Mavambu | Commissaire Urbain |

| quantième | période                            | maire                      | maire adjoint    |
| --------- | ---------------------------------- | -------------------------- | ---------------- |
| ?         | ?                                  | Alphonsine Kalunga-Mpunda  |                  |
| ?         | ?                                  | Laurent Kisele             |                  |
| 23e       | 15 novembre 1997 - 15 octobre 2008 | Floribert Kaseba           | Kyungu Shamwange |
| 24e       | 15 octobre 2008 - 2010             | Marie-Grégoire Tambila     |                  |
| 25e       | 2010 - en fonction                 | Jean Oscar Sanguza Mutunda |                  |